# Фрегата
Фрегата је назив који се у најширем смислу користи за ратни брод средње величине. Назив први пут се јавља на Медитерану крајем 15. века и тада је означивао мале, брзе галије са лаким наоружањем. Кроз историју се, међутим, тај назив користио за различите врсте бродова. Данашње фрегате дефинишу се обично као најмањи ратни бродови који могу самостално да оперишу.

## Фрегата на једра
У доба једрењака је фрегата представљала тип брода који је величином био мањи од линијског брода, а већи од корвете. Углавном је служио за патролирање океанима, борбу против пирата и крстарички рат против непријатељске трговачке морнарице. У 19. веку је нестао из употребе, а заменила га је крстарица.
То су били ратни бродови бржи од линијских и трговачких бродова, наоружани са 28—44 топа. Главна артиљерија је била смештена на главној покривеној палуби, а имала је 3 јарбола. Биле су углавном намењене за извиђање, за борбу против гусара и ескортну службу у прекоморским поседима. Око 1830. почеле су се на фрегате монтирати парне машине са бочним точковима. Прва таква парна фрегата, Пенелопе, уврштена је у британску флоту 1830. На фрегате се од 1843. уграђује и пропелер. Све парне фрегате имале су и једра као помоћни погон. Оклопне фрегате, назване у неким ратним морнарицама „оклопњаче“, појавиле су се скоро истовремено у другој половини 19. века у француској и британској ратној морнарици. Прва француска оклопна фрегата La Gloire (1859), депласмана 5670 т, брзине 12.5 чв, имала је 36 топова калибра 160 mm, смештених у главној батерији и на горњој палуби, и оклоп од 78-120 mm. Крајем 19. века из оклопних фрегата развиле су се крстарице, а назив фрегата се губи све до Другог светског рата.

## Ескортне фрегате
Све интензивније прекоморско превожење људства, наоружања, опреме, хране, као и масовна примена подморница и авиона у Другом светском рату, посебно од стране сила Осовине, пресудно је утицало на све већу примену ескортирања ратних и трговачких бродова. Због тога водеће земље Савезнице, посебно Велика Британија и САД, убрзано раде на реконструкцији разарача и других бродова у фрегате, као и на градњи нових фрегата. Основна намена фрегата је противподморничка и противваздушна одбрана конвоја и ратних бродова, а по потреби ангажоване су у извиђању и подршци при нападу мањих ратних бродова (торпедних чамаца). У почетку се граде фрегате до 1.600 т депласмана, брзине око 20 чв, наоружане са 2—6 топова 102-127 mm и до 8 топова 20-40 mm, по више бацача и клизача дубинских бомби, јежева или сипа, чешће и са торпедним цевима. Све се више опремају новим средствима и за откривање зароњених подморница. Тежи се да фрегате буду што бољих поморских особина и већег радијуса дејства. Британци су у току рата изградили око 270 фрегата (типова River, Black Swan), а Американци око 520 разних ескортних бродова (фрегате типа Colony). То је принудило противничке подморнице да се све више задржавају под водом и нападају у подводној вожњи. Савезнички губици у бродовима од непријатељевих подморница у другом делу рата све су се више смањивали. 

## После Другог светског рата
Послератни нагли развој авијације, подморница и нуклеарног оружја, још више је потенцирао даљу реконструкцију и новоградњу квалитетнијих фрегата. Према економским могућностима многе земље, посебно у водећим ратним морнарицама, теже стварању што већег броја фрегати које ће одговарати условима борбе против савремених подморница и авијације, и што веће заштите посада од дејства нуклеарног, хемијског и биолошког оружја. 
Модерна фрегата потиче од класе ескортних разарача која се развила у Другом светском рату, и којој је главни задатак била заштита конвоја и противподморничка борба. Данас су фрегате осим са топовима и митраљезима опремљене ракетним наоружањем, а по својој величини и ватреној моћи су се приближиле класичним разарачима. У многим морнарицама, поготово оним мањим, представљају капиталне бродове.